# Hadena ostrogovichi
Hadena ostrogovichi là một loài bướm đêm trong họ Noctuidae.